# Saint-Cyprien-sur-Dourdou
Saint-Cyprien-sur-Dourdou är en kommun i departementet Aveyron i regionen Occitanien i södra Frankrike. Kommunen ligger  i kantonen Conques som ligger i arrondissementet Rodez. År 2018 hade Saint-Cyprien-sur-Dourdou 861 invånare.

## Befolkningsutveckling
Antalet invånare i kommunen Saint-Cyprien-sur-Dourdou
Referens: INSEE